# Sebastian Thörig

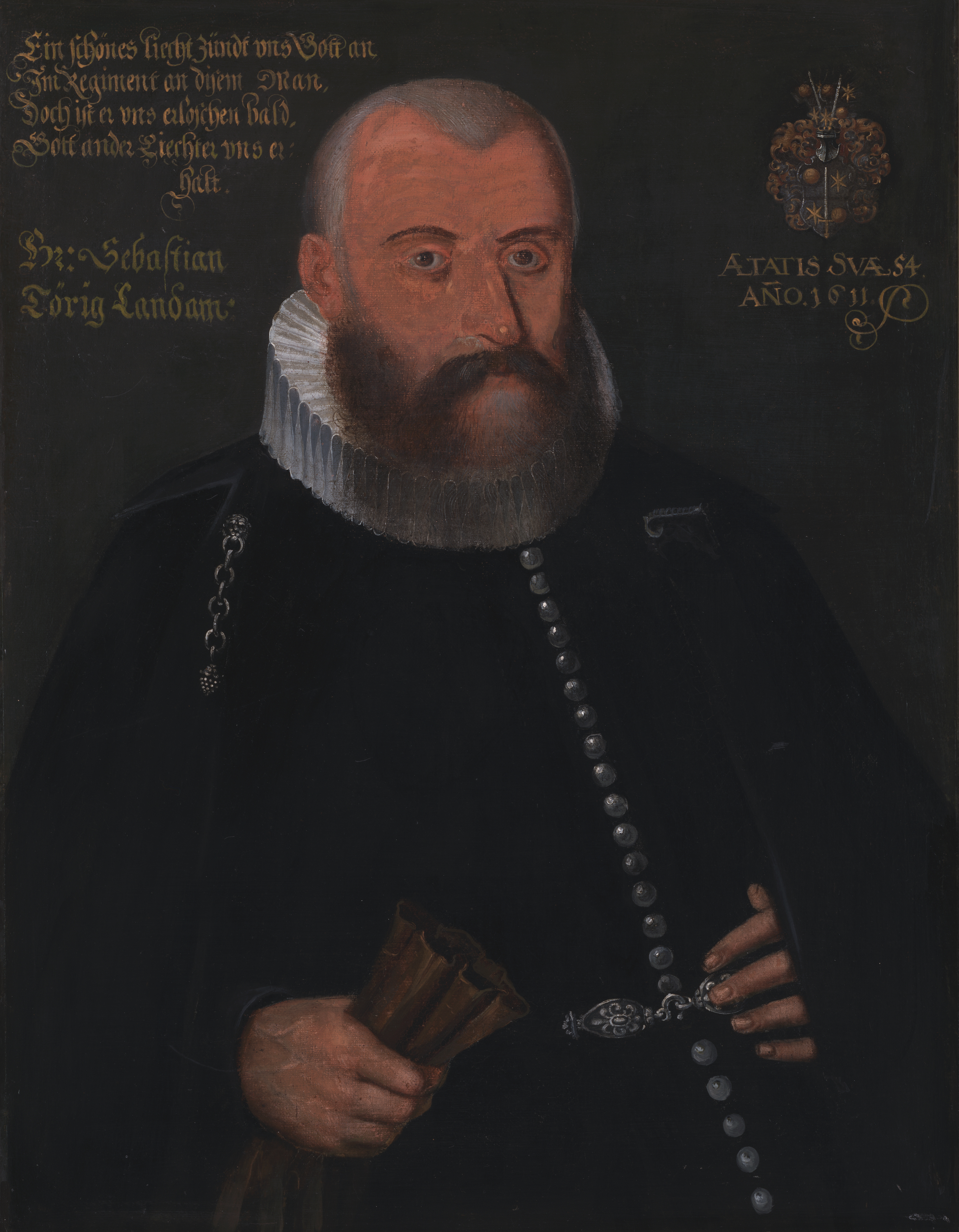
Sebastian Thörig, 2. Landammann von Appenzell Ausserrhoden 1598–1610

Sebastian Thörig (* um 1556, 1557 in Urnäsch; † vermutlich 23. März 1611; heimatberechtigt in Urnäsch) war ein Schweizer Landammann und Tagsatzungsgesandter aus dem Kanton Appenzell Ausserrhoden.

## Leben
Sebastian Thörig war vermutlich ein Enkel von Sebastian Thörig. Im Jahr 1582 heiratete er Katharina Rotach.
Circa ab 1588 bis 1610 war er Gemeindehauptmann von Urnäsch. Von 1595 bis 1610 amtierte er als Tagsatzungsgesandter, ab 1595 bis 1597 als Landammann des gesamten Landes Appenzell und von 1598 bis 1610 als Landammann von Appenzell Ausserrhoden. Thörig war während der Teilung Appenzells ein führender Politiker der Äusseren Rhoden und ein entschiedener Gegner eines Beitritts zum Sold- und Militärbündnis mit Spanien. Er engagierte sich stark für die Einheitlichkeit des Glaubens gemäss dem Territorialprinzip und lehnte katholische Gottesdienste in Ausserrhoden ab. Dies manifestierte sich im so genannten Tannerhandel von 1598 bis 1599. 1603 war er Delegierter an der Friedenskonferenz zwischen Savoyen und Genf in Saint-Julien.